# Courtney B. Vance
Courtney B. Vance, född 12 mars 1960 i Detroit, Michigan, är en amerikansk skådespelare.
Vance är gift med Angela Bassett. Tillsammans har de tvillingar, en son och en dotter.

## Filmografi i urval
- 1988 – Hamburger Hill
- 1990 – Jakten på Röd Oktober
- 1992 – Made of Steel
- 1993 – Huckleberry Finns äventyr
- 1995 – Farliga sinnen
- 1996 - The Boys Next Door (TV-film)
- 2000 – Space Cowboys
- 2001 – Law & Order: Criminal Intent
- 2008–2009 – Cityakuten (TV-serie)
- 2009 – FlashForward
- 2010 – Extraordinary Measures
- 2014 – Masters of Sex (TV-serie)
- 2014–2015 – State of Affairs (TV-serie)
- 2016 – Fallet O.J. Simpson: American Crime Story (TV-serie)
- 2017 – The Mummy
- 2025 – Lilo & Stitch